# Domenico Schiavi
Domenico Schiavi (Tolmezzo, 31 gennaio 1718 – 2 gennaio 1795) è stato un architetto italiano. Ha seguito il progetto o la ristrutturazione di numerosi luoghi di culto in provincia di Udine, tra le quali le chiese di Collalto di Tarcento, di Illegio e i duomi di Tricesimo e di Tolmezzo, suo più grande capolavoro, nel quale volle essere sepolto; anche diverse chiese del Cadore portano la sua firma.

## Biografia
Domenico Schiavi apparteneva ad una famiglia benestante di costruttori e progettisti, che operava in Carnia ed Istria sin dalla prima metà del Settecento.
Grazie all'opera di Angelo Schiavi, padre di Domenico, documentata in diversi cantieri del Cadore, ma soprattutto a quella dello stesso Domenico, l'architetto, con il quale spesso collaborava il fratello Antonio come pittore, l'operatività degli Schiavi si diffonderà a macchia d'olio nel Friuli, facendo di Domenico il più prolifico tra gli architetti friulani della seconda metà del XVIII secolo.

## Opere

### Friuli-Venezia Giulia
- Chiesa di San Martino Vescovo a Tolmezzo
- Chiesa di Santa Maria della Purificazione a Tricesimo
- Chiesa di San Daniele a Cavazzo Carnico
- Chiesa dei Santi Filippo e Giacomo a Rigolato
- Chiesa di San Floriano Martire e Santa Maria a Raveo, poi ricostruita su disegno di Domenico D'Aronco
- Chiesa di San Leonardo a Collalto, frazione di Tarcento
- Pieve di San Martino Vescovo a Verzegnis
- Chiesa di San Sebastiano a Dignano
- Chiesa di Santo Stefano Protomartire a Piano d'Arta
- Chiesa dei Santi Vito, Modesto e Crescenzia a Paularo

### Veneto
- Chiesa di Santa Maria Nascente a Pieve di Cadore
- Chiesa dei Santi Ermacora e Fortunato a Lorenzago di Cadore
- Chiesa dei Santi Vito, Modesto e Crescenzia a San Vito di Cadore
- Chiesa dei Santi Simone e Giuda a Borca di Cadore
- Chiesa di Santa Maria Assunta a Candide di Comelico Superiore
- Chiesa di Santa Maria Nova a Serravalle, frazione di Vittorio Veneto